# Gardenia lacciflua
Gardenia lacciflua är en måreväxtart som beskrevs av Kurt Krause. Gardenia lacciflua ingår i släktet Gardenia och familjen måreväxter. Inga underarter finns listade i Catalogue of Life.